# Salvadora (animal)

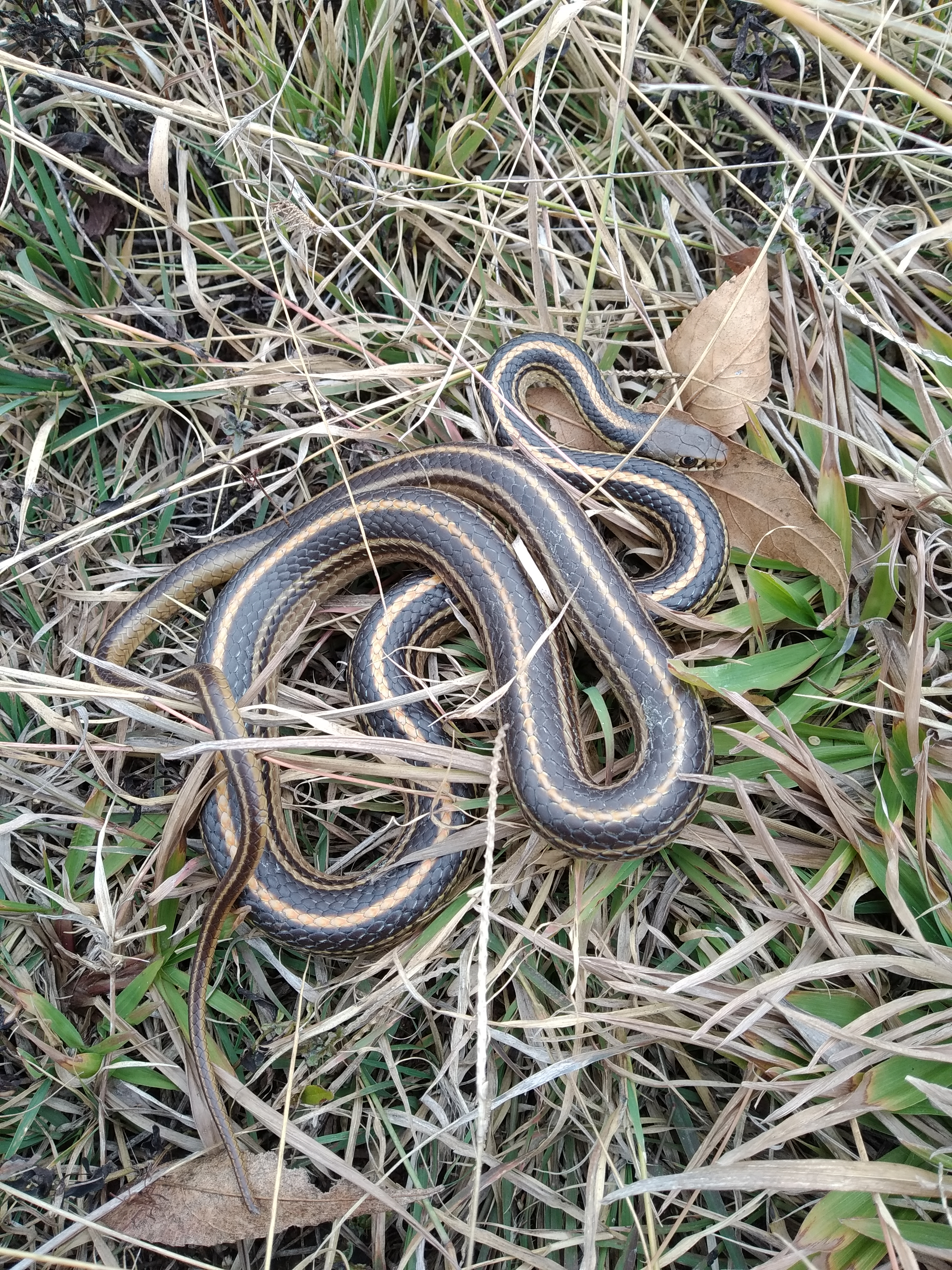
Salvadora bairdi

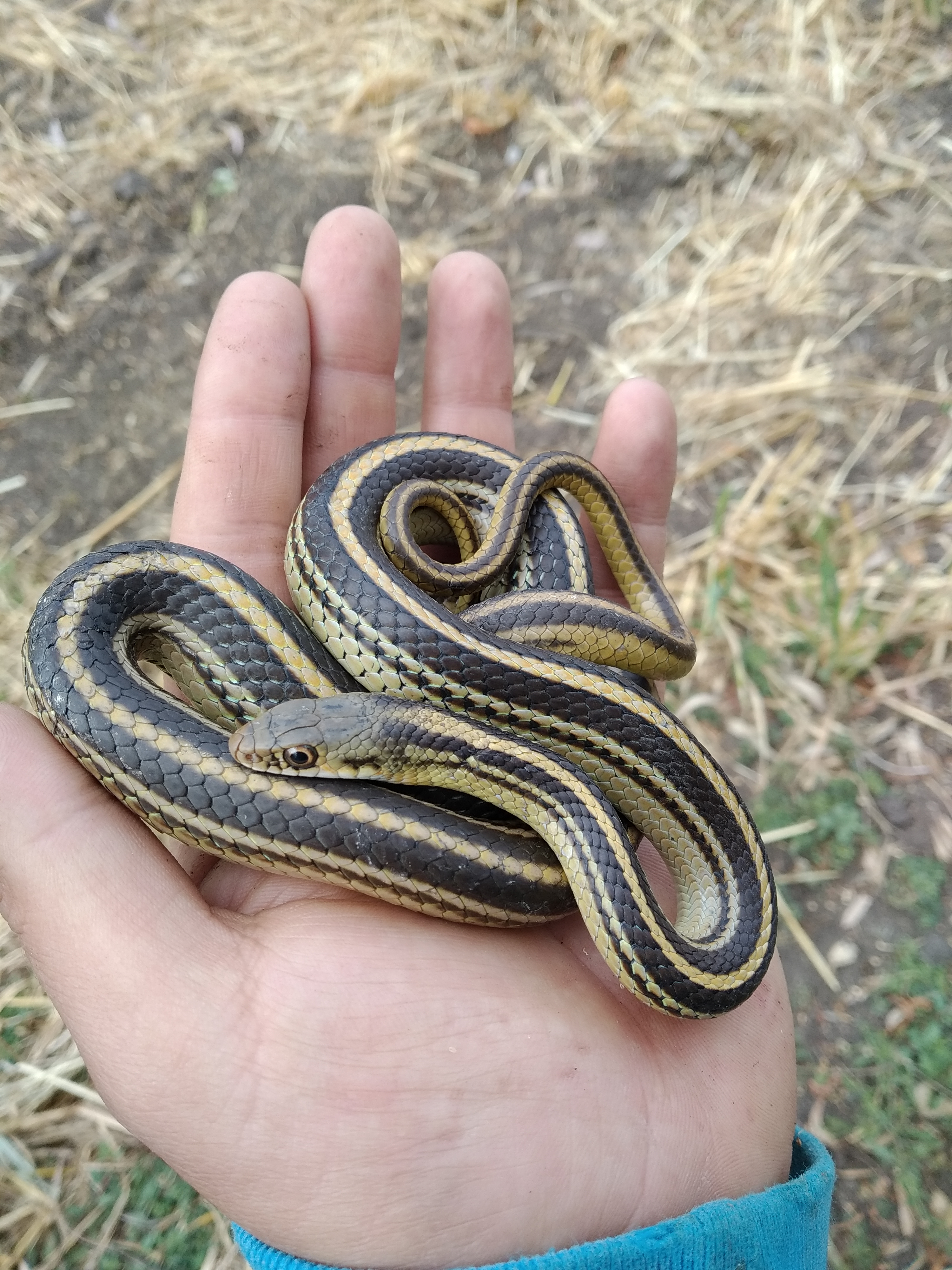
Salvadora grahamiae

Salvadora es un género de serpientes de la familia Colubridae. Sus especies se distribuyen por el sur y oeste de los Estados Unidos y por México.

## Especies
Se reconocen las siguientes:
- Salvadora bairdi Jan, 1860
- Salvadora grahamiae Baird & Girard, 1853
- Salvadora hexalepis (Cope, 1867)
- Salvadora intermedia Hartweg, 1940
- Salvadora lemniscata (Cope, 1895)
- Salvadora mexicana (Duméril, Bibron & Duméril, 1854)